# Europees Verbond van Vakverenigingen
Het Europees Verbond van Vakverenigingen (EVV; Engels: European Trade Union Confederation, kortweg ETUC), ook wel Europees Vakverbond genoemd, is een koepelorganisatie van vakbonden op Europees niveau. De ETUC telt 83 leden uit 36 landen en daarnaast 12 Europese syndicale vakcentrales. Ze vertegenwoordigt ongeveer 60 miljoen leden. De hoofdzetel ligt in Brussel.

## Geschiedenis
Het idee om de krachten van de Europese vakbonden te bundelen ontstond ten tijde van het Schumanplan, dat aanleiding zou geven tot de oprichting van de Europese Gemeenschap voor Kolen en Staal (EGKS). Om de belangen van hun leden te kunnen verdedigen op dit nieuwe niveau werd in 1958 een representatieve organisatie opgericht, het Europees Vakbondssecretariaat (ETUS), dat in 1969 werd omgevormd tot het Europees Verbond van Vrije Vakbonden in de Europese Gemeenschap (ECFTU).
In 1972 kwam het tot een akkoord over de oprichting van een nieuwe organisatie, het huidige Europees Verbond van Vakverenigingen (EVV). De organisatie werd opgericht op 9 februari 1973 als tegenwicht voor de economische kracht van de Europese integratie. Aanvankelijk bestond ze uit 17 vakbonden uit 15 landen die ± 29 miljoen leden vertegenwoordigden.
Een van de mede-oprichters van het EVV was de Belg Georges Debunne, die er tevens voorzitter van was tussen 1982 en '85. De eerste voorzitter was Vic Feather. Hij werd bijgestaan door drie vicevoorzitters waaronder zijn latere opvolger Heinz Oskar Vetter. De eerste algemeen-secretaris van het EVV was de Belg Théo Rasschaert. In 1974 sloten de eerste Christelijke en (voormalig) communistische vakbonden aan.
In 1991 kregen de vakbonden uit het voormalige Oostblok een waarnemersstatuut en vanaf 1995 werden ze volwaardige leden. Sinds het oprichtingscongres vonden voorts nog volgende congressen plaats:
- Het 2de Congres vond plaats in 1976 te Londen.
- Het 3de Congres vond plaats in 1979 te München.
- Het 4de Congres vond plaats in 1981 te Den Haag.
- Het 5de Congres vond plaats in 1985 te Milaan.
- Het 6de Congres vond plaats in 1988 te Stockholm.
- Het 7de Congres vond plaats in 1991 te Luxemburg.[3]
- Het 8ste Congres vond plaats in 1995 te Brussel.[4]
- Het 9de Congres vond plaats in 1999 te Helsinki.[5]
- Het 10de Congres vond plaats in 2003 te Praag.[6]
- Het 11de Congres vond plaats in 2007 te Sevilla.[7]
- Het 12de Congres vond plaats in 2011 te Athene.[8]

In 2015 werd Rudy De Leeuw verkozen als nieuwe voorzitter met 95,6% van de stemmen. De nieuwe algemeen secretaris is Luca Visentini.

## Structuur

### Bestuur
| Periode     | Voorzitter                     |
| ----------- | ------------------------------ |
| 1973 - 1974 | Victor Feather (TUC)           |
| 1974 - 1979 | Heinz Oskar Vetter (DGB)       |
| 1979 - 1982 | Wim Kok (FNV)                  |
| 1982 - 1985 | Georges Debunne (ABVV)         |
| 1985 - 1991 | Ernst Breit (DGB)              |
| 1991 - 1993 | Norman Willis (TUC)            |
| 1993 - 2003 | Fritz Verzetnitsch (OGB)       |
| 2003 - 2007 | Cándido Méndez Rodríguez (UGT) |
| 2007 - 2011 | Wanja Lundby-Wedin (LO)        |
| 2011 - 2015 | Ignacio Fernández Toxo (CC.OO) |
| 2015 - 2019 | Rudy De Leeuw (ABVV)           |
| 2019 -      | Laurent Berger (CFDT)          |

| Periode     | Algemeen-secretaris          |
| ----------- | ---------------------------- |
| 1973 - 1975 | Théo Rasschaert (ABVV)       |
| 1975 - 1976 | Peer Carlsen (LO)            |
| 1976 - 1991 | Mathias Hinterscheid (CGT-L) |
| 1991 - 2003 | Emilio Gabaglio (CISL)       |
| 2003 - 2011 | John Monks (TUC)             |
| 2011 - 2015 | Bernadette Ségol (CGT)       |
| 2015 -      | Luca Visentini (UIL)         |

## Deelnemende organisaties

### Europese vakcentrales
De ETUC telt 12 centrales die de belangen behartigen van werknemers uit een bepaalde sector op het Europees niveau:
- European Arts and Entertainment Alliance (EAEA)
- EuroCOP (European Confederation of Police)
- Europese Federatie van bouwvakkers en houtbewerkers (European Federation of Building and Woodworkers, EFBWW/FETBB)
- Europese Federatie voor Voeding, Landbouw en Toerisme (European Federation of Food, Agriculture and Tourism, EFFAT)
- Europese Federatie van Journalisten (European Federation of Journalists, EFJ/FEJ)
- Europese Federatie voor Werknemers in de Mijnbouw, Chemie en Energiesector (European Mine, Chemical and Energy Workers’ Federation, EMCEF)
- Europese Metaalwerkers Federatie (European Metalworkers’ Federation, EMF/FEM)
- Europees Vakverbond voor Openbare Diensten (European Federation of Public Service Unions, EPSU)
- Europese Transportarbeiders Federatie Federatie (European Transport Workers’ Federation, ETF)
- Europese Vakbondscomité voor Onderwijs (European Trade Union Committee for Education, ETUCE/CSEE)
- Europese Vakbondsfederatie voor Textiel, Kleding en Leder (European Trade Union Federation - Textiles Clothing and Leather, ETUF-TCL/FSE-THC)
- UNI-Europa Union Network International Europe

### Aangesloten vakbonden
De ETUC telt 83 aangesloten vakbonden uit 36 landen.
- Andorra
  - Syndicale Unie Andorra (Unión Sindical D’Andorra, USDA)
- België
  - Algemeen Belgisch Vakverbond / Fédération Générale du Travail de Belgique (ABVV / FGTB)
  - Algemeen Christelijk Vakverbond / Confédération des Syndicats Chrétiens (ACV / CSC)
  - Algemene Centrale der Liberale Vakbonden van België / Centrale Générale des Syndicats Libéraux de Belgique (ACLVB / CGSLB)
- Bulgarije
  - Confederatie van Onafhankelijke Vakbonden van Bulgarije (Конфедерация на труда Подкрепа, КНСБ)
  - Podkrepa (Конфедерация на независимите синдикати в България, Подкрепа)
- Cyprus
  - Democratische Vakbondsfederatie van Cyprus (Δημοκρατική Εργατική Ομοσπονδία Κύπρου, ΔΕΟΚ)
  - Cypriotische Arbeidersconfederatie (Σοσιαλιστικό Εργατικό Κόμμα, ΣΕΚ)
  - Turkse Arbeidersvakbondenfederatie (Kıbrıs Türk İşçi Sendikaları Federasyonu, Türk-Sen)
- Denemarken
  - Deense Confederatie van beroepsverenigingen (Akademikernes Centralorganisation, AC)
  - Betaalde werknemers en medewerkers van Openbare Diensten Confederatie (Funktionærernes og Tjenestemændenes Fællesråd, FTF)
  - Deense Confederatie van Vakbonden (Landesorganisationen i Danmark, LO-DK)
- Duitsland
  - Duitse Confederatie van Vakbonden (Deutscher Gewerkschaftsbund Bundesvorstand, DGB)
- Estland
  - Associatie van Estlandse Vakbonden (Eesti Ametiühingute Keskliit, EAKL)
  - Estlandse Werknemers vakbonden associatie (Teenistujate Ametiliitude Organisatsioon, TALO)
- Finland
  - Confederatie van Vakbonden voor Academische Professionals in Finland (Akateemis-ammatillinen Valtuuskunta, AVAKA)
  - Centrale Organisatie van Finse Vakbonden (Suomen Ammattiliittojen Keskusjärjestö, SAK)
  - Finse Confederatie van Professionals (Suomen Teknisten Toimihenkilöjärjestöjen Keskusliitto, STTK)
- Frankrijk
  - Franse Democratische Confederatie van het Werk (Confédération française Démocratique du Travail, CFDT)
  - Franse Confederatie van Christelijke Arbeiders (Confédération française des Travailleurs Chrétiens, CFTC)
  - Algemene Confederatie van het Werk (Confédération Générale du Travail, CGT)
  - Arbeidersmacht (Force Ouvrière, FO)
  - Nationale Unie van Autonome Vakbonden (Union Nationale des Syndicats Autonomes, UNSA)
- Griekenland
  - Confederatie van Griekse Ambtenarenvakbonden (Ανώτατη Διοίκηση Ενώσεων Δημοσίων Υπαλλήλων, ΑΔΕΔΥ)
  - Griekse Algemene Confederatie van de Arbeid (Γενική Συνομοσπονδία Εργατών Ελλάδας, ΓΣΕΕ)
- Hongarije
  - Autonome Vakbondenconfederatie (Autonóm Szakszervezetek Szövetsége, ASzSz)
  - Democratische Liga van Onafhankelijke Vakbonden (Független Szakszervezetek Demokratikus Ligája, LIGA)
  - Nationale Federatie van Arbeidsraden (Munkástanácsok Országos Szövetsége, MOSz)
  - Forum voor de Samenwerking van Vakbonden (Magyar Szakszervezetek Országos Szövetsége (MSzOSz)
  - Confederatie van Vakbonden voor Professionelen (Értelmiségi Szakszervezeti Tömörülés, ÉSzT)
- IJsland
  - IJslandse Confederatie van de Arbeid (Alþýðusamband Íslands, ASI)
  - Confederatie van Staats- en Gemeentewerknemers (Bandalag Starfsmanna Ríkis og Bæja, BSRB)
- Ierland
  - Iers Vakbondscongres (Irish Congress of Trade Unions, ICTU)
- Italië
  - Italiaanse Algemene Confederatie van de Arbeid (Confederazione Generale Italiana del Lavoro, CGIL)
  - Italiaanse Confederatie van Arbeiders Vakbonden (Confederazione Italiana Sindacati Lavoratori, CISL)
  - Italiaanse Unie van de Arbeid (Unione Italiana del Lavoro, UIL)
- Kroatië
  - Unie van Autonome Vakbonden van Kroatië (Savez Samostalnih Sindikata Hrvatske, SSSH / UATUC)
  - Onafhankelijke Vakbonden van Kroatië (Nezavisni hrvatski sindikati, NHS)
- Letland
  - Unie van Onafhankelijke Vakbonden van Letland (Latvijas Brīvo Arodbiedrību Savienība, LBAS)
- Liechtenstein
  - Liechtensteinse Federatie van Werknemers (Liechtensteinischer ArbeitnehmerInnenverband, LANV)
- Litouwen
  - Litouwse Arbeidsfederatie (Lietuvos darbo federacija, LDF)
  - Litouwse Vakbondsconfederatie (Lietuvos profesinių sąjungų konfederacija (LPSK-LTUC)
  - Solidariteit (Solidarumas)
- Luxemburg
  - Onafhankelijke Vakbond Luxemburg (Onofhängege Gewerkschaftsbond Lëtzebuerg, OGB-L)
  - Luxemburgse Christelijke Vakbond (Lëtzebuerger Chrëschtleche Gewerkschafts-Bond, LCGB)
- Malta
  - Confederatie van Maltese Vakbonden (Confederation of Malta Trade Unions, CMTU)
  - Algemene Arbeidersvakbond (General Workers' Union, GWU)
- Monaco
  - Unie van Monegaskische Vakbonden (Union Syndicale de Monaco, USM)
- Nederland
  - Christelijk Nationaal Vakverbond (CNV)
  - Federatie Nederlandse Vakbeweging (FNV)
  - Vakcentrale voor Professionals (VCP)
- Noorwegen
  - Noorse Confederatie van Vakbonden (Landsorganisasjonen i Norge, LO-N)
  - Confederatie van Vakbonden (Yrkesorganisasjonenes Sentralforbund, YS)
  - Confederatie van Vakbonden voor Professionelen (Utdanningsgruppenes Hovedorganisasjon, UHO)
- Polen
  - Solidariteit (Solidarność)
  - Algemene Poolse Alliantie van Vakbonden (Ogólnopolskie Porozumienie Związków Zawodowych, OPZZ)
- Portugal
  - Algemene Confederatie van Portugese Arbeiders (Confederação Geral dos Trabalhadores Portugueses, CGTP-IN)
  - Algemene Arbeidersunie Portugal (União Geral de Trabalhadores, UGT-P)
- Roemenië
  - Nationaal Vakbondsblok (Blocul Național Sindical, BNS)
  - Cartel Alfa (Confederația Națională Sindicală, „Cartel Alfa”)
  - Broederschap (Confederația Națională a Sindicatelor Libere din România-Frăția, CNSLR-Frăția)
  - Democratische Vakbondsconfederatie van Roemenië (Confederaţia Sindicatelor Democratice din România, CSDR)
- Oostenrijk
  - Oostenrijkse Arbeidersbond (Österreichischer Gewerkschaftsbund, OGB)
- San Marino
  - San Marinese Arbeidsconfederatie (Confederazione Sammarinese del Lavoro, CSdl)
  - Democratische Confederatie van San Marinese Arbeiders (Confederazione Democratica Lavoratori Sammarinese, CDLS)
- Slowakije
  - Confederatie van Vakbonden uit de Slowaakse Republiek (Konfederácia Odborových Zväzov Slovenskej Republiky, KOZ SR)
- Slovenië
  - Sloveense Associatie van Vrije Vakbonden (Zveza Svobodnih Sindikatov Slovenije, ZSSS)
- Spanje
  - Vakbondsconfederatie van Arbeiderscommissies (Confederación Sindical de Comisiones Obreras, CC.OO)
  - Baskische Arbeidersunie (Eusko Langileen Alkartasuna, ELA)
  - Algemene Vakbond Spanje (Union General de Trabajadores, UGT-E)
  - Arbeiders Vakbondsunie (Union Sindical Obrera, USO)
- Tsjechië
  - Tsjechisch-Moravische Confederatie van Vakbonden (Českomoravská Konfederace Odborových Svazů, ČMKOS)
- Turkije
  - Confederatie van Progressieve Vakbonden van Turkije (Türkiye Devrimci İşçi Sendikaları Konfederasyonu, DİSK)
  - Confederatie van Echte Turkse Vakbonden (Hak İşçi Sendikaları Konfederasyonu, Hak-İş)
  - Confederatie van Ambtenarenvakbonden (Kamu Emekçileri Sendikalari Konfederasyonu, KESK)
  - Confederatie van Turkse Vakbonden (Türkiye İşçi Sendikaları Konfederasyonu, Türk-İş)
- Verenigd Koninkrijk
  - Vakbondscongres (Trades Union Congress, TUC)
- Zweden
  - Zweedse Vakbondsconfederatie (Landsorganisationen i Sverige, LO-S)
  - Zweedse Confederatie van Professionele Associaties (Sveriges Akademikers Centralorganisation, SAC)
  - Zweedse Confederatie van Professionele Werknemers (Tjänstemännens Centralorganisation, TCO)
- Zwitserland
  - Werk Zwitserland (Travail Suisse)
  - Zwitserse Federatie van Vakverenigingen (Schweizerischer Gewerkschaftsbund (SGB)